# メーリング
メーリング (ドイツ語: Mering) はドイツ連邦共和国バイエルン州シュヴァーベン行政管区のアイヒャッハ＝フリートベルク郡に属す市場町で、メーリング行政共同体の本部所在地である。アイヒャッハ、フリートベルクに次ぐ同郡第3の町であり、経済上は同郡南部の下級中心をなす。

## 地理
メーリングはアウクスブルク地方レヒフェルトの辺縁部に位置する。町域はレヒラインに含まれる。町内を流れる最も主要な川はパール川である。レヒ川とその第23番堰が町のすぐ近くに位置している。

### 自治体の構成
この町は、公式には6つの地区 (Ort) からなる。このうち小集落や孤立農場などを除く集落を以下に列記する。
- バイアーベルク
- メーリング
- メーリンガーツェル
- ザンクト・アフラ

### 隣接する町村
北から時計回りに、キッシング、リート（以上2つはアイヒャッハ＝フリートベルク郡）、ミッテルシュテッテン、アルトヘクネンベルク（以上2つはフュルステンフェルトブルック郡）、メルヒング（アイヒャッハ＝フリートベルク郡）、ケーニヒスブルン（アウクスブルク郡）である。

## 歴史
メーリングは1021年に初めて記録されている。コンラーディン王が1268年に斬首された後、家領であったメーリングはバイエルン公領に併合された。メーリングは1799年までに保護領となり、バイエルン選帝侯領のミュンヘン会計局に属した。1838年にバイエルン王ルートヴィヒ1世からメーリングに紋章が与えられた。この紋章はかつてのヴェルフェン家の城と955年のレヒフェルトの戦いを表したものである。1911年11月18日、メーリングは都市機能を有する市場町に昇格した。メーリングは歴史上はオーバーバイエルンに属すのだが、1944年に旧フリートベルク郡とともにシュヴァーベン行政管区に属すこととなった。メーリングでは主にいわゆるレヒライナー方言が話されている。

### 人口推移
アウクスブルクやミュンヘンへの交通の便が良くなるにつれ、メーリングの人口は増加している。
- 1970年 6,982人
- 1980年 8,426人
- 1991年 10,684人
- 1995年 11,515人
- 1999年 11,953人
- 2004年 12,567人
- 2007年 12,971人

## 行政

### 町長
第1町長はフローリアン A. マイヤー (CSU) である。

### 町議会
町議会は第1町長と24人の議員で構成される。

### 姉妹都市
アンベリュー＝アン＝ビュジェイ（フランス、アン県）1973年

## 経済と社会資本

### 交通

#### 道路交通
この町はアウクスブルクから連邦道B2号線沿いに南東約15kmの位置にある。西へ向かうとケーニヒスブルンで連邦道B17号線に接続する。連邦アウトバーンA8号線のインターチェンジ76（オーデルツハウゼン・インターチェンジ）までは15kmの距離である。

#### 公共交通
この町は鉄道アウクスブルク - ミュンヘン線およびアウクスブルク - ゲルテンドルフ線沿線にあたり、アウクスブルク交通連盟 (AVV) に加盟している。2008年末にメーリングのザンクト・アフラ地区に新しい駅が開業した。以下の近郊路線がメーリングと周辺地区を結んでいる。
- レギオナルバーン
  - AVV - R1線 シュミーヒェン - メーリング - アウクスブルク
  - DB アウクスブルク - ミュンヘン（バイエルン・マクシミリアン鉄道）
  - BRB アウクスブルク - ゲルテンドルフ - ヴァイルハイム・イン・オーバーバイエルン（アンマーゼー鉄道）
- バス路線
  - 100 メーリング - ケーニヒスブルン
  - 101 メーリング - キッシング - アウクスブルク
  - 102 メーリング - アウクスブルク
  - 103 メーリング - キッシング - フリートベルク
  - 104 メーリング - リート - バイントルキルヒ - ミッテルシュテッテン
  - 105 メーリング - アルトヘクネンベルク
  - 106 メーリング - メルヒング - シュタイナハ - ホーフヘクネンベルク - ハウゼン - シュタインドルフ
  - 108 メーリング - ウンターベルゲン/シュミーヒェン
  - 70 メーリング - ランツベルク・アム・レヒ

近郊交通の起点や乗換の中心となるのはメーリング駅で、2005年にバスステーションが駅に隣接して設けられた。

#### 航空
定期便が就航している最寄りの空港はミュンヘン国際空港で、自動車で約50分（約80km）の距離にある。アウクスブルク空港（定期便はない）へは約30分である。

### 公共機関

#### 保健衛生
2003年までメーリングには郡立病院があったのだが、保健衛生行政の合理化政策により廃止され、保健社会センターに改組された。ここには以下の施設がある。
- 外科センター
- 老人介護の職業学校
- 赤十字の救護所
- 短期療養施設
- 助産婦
- 精神療法医
- 泌尿器科専門医
- 物理療法、骨疾患リハビリテーションセンター
- 身体障害者のための住民グループ
- カフェ

町内には多くの一般医や専門医がおり、主要な医療分野ついての医療体制は整備されている。アウクスブルクやミュンヘンに地理的に近いことは特殊な医師や施設が必要とされる際にも有利である。

#### 老人介護
町内には2つの老人ホームがある。
- 聖アグネス老人ホーム
- 聖テレージア老人ホーム

### 教育
- 国民学校 3校（基礎課程学校 1校、基礎課程・本課程学校 1校、州立実科学校 1校）

州立実科学校は聖マルガリータ幼稚園およびキンダーハウス・メーリング（託児所）とともにメーリングの教育・スポーツセンターの一部となっている。

## 文化と見所

### 宗教
村の創設期から存在するカトリック教会組織の他に、1945年からルター派の教会組織ができている。これらの組織は大変に活発で、町の様々な文化行事に関わっている。
この他の宗教組織としては新使徒派教会があり、独自の教会堂をも有している。この組織は隣接するキッシングの信者も包含している。

### 余暇・スポーツ施設
メーリングのスポーツ施設は充実している。教育・スポーツセンターには以下の施設がある。
- 体育館（主に学校の授業で用いる）
- 観客席を備えたサッカーグラウンド
- トレーニング施設
- ビーチバレーボールコート
- Stockschützen 競技場
- テニスコート

この他に以下の施設が町内にある。
- 多目的ホール
- 屋外プール
- スケートホッケー、ストリートホッケー施設
- 射撃場

### 見所
- メーリング郷土博物館
- 聖ミヒャエル教区教会
- 聖フランツィスクス礼拝堂
- 聖レオンハルト礼拝堂
- ザーマー礼拝堂
- マルクト広場の泉
- ツヴァンガーの泉
- シュペルリングの泉
- フォルデラー・シュロスベルク
- ヒンテラー・シュロスベルク

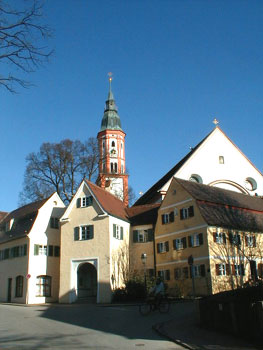
聖ミヒャエル教会

- メーリンガー・ツヴァンツガー自然保護区（湿地）
- レヒタールハイデ

## 引用
1. ↑  https://www.statistikdaten.bayern.de/genesis/online?operation=result&code=12411-003r&leerzeilen=false&language=de Genesis-Online-Datenbank des Bayerischen Landesamtes für Statistik Tabelle 12411-003r Fortschreibung des Bevölkerungsstandes: Gemeinden, Stichtag (Einwohnerzahlen auf Grundlage des Zensus 2011)
2. ↑  Bayerische Landesbibliothek Online